# Йохана Сибила фон Ханау-Лихтенберг
Йохана Сибила фон Ханау-Лихтенберг (на немски: Johanna Sibila von Hanau-Lichtenberg; * 6 юли 1564 в замък Лихтенберг); † 24 март 1636 в Рункел) е графиня от Ханау-Лихтенберг и чрез женитба графиня на горното графство Вид и Рункел.
Тя е дъщеря, най-голямото дете, на граф Филип V фон Ханау-Лихтенберг (1541 – 1599) и първата му съпруга графиня Лудовика Маргарета фон Цвайбрюкен-Бич (1540 – 1569), единствено дете и наследничка на граф Якоб фон Цвайбрюкен-Бич (1510 – 1570). Сестра е на граф Йохан Райнхард I (1569 – 1625). 

## Фамилия
Йохана Сибила се омъжва на 1 февруари 1582 г. в Бухсвайлер за граф Вилхелм IV фон Вид-Рункел (1560 – 1612). Те имат децата: 
- Юлиана (ок. 1580 – ок. 1634), омъжена на 18 май 1634 г. за граф Лудвиг IV фон Льовенщайн-Вертхайм (1569 – 1635), син на граф Лудвиг III фон Льовенщайн
- Елизабет Филипина (1593 – 1635), омъжена на 13 септември 1614 г. за граф Филип Райнхард I фон Золмс-Хоензолмс (1593 – 1636), родители на Мария Елеонора фон Золмс-Хоензолмс, ландграфиня на Хесен-Рейнфелс
- Филипа Катарина Валпургис (ок. 1595 – 1647), омъжена за граф Христоф фон Лайнинген-Вестербург (1575 – 1635)
- Мария Анна Магдалена (* ок. 1600 – ), омъжена 1628 г. за Адолф фрайхер фон Вилих
- Амалия
- Йоханета